# Bethlehem Steel

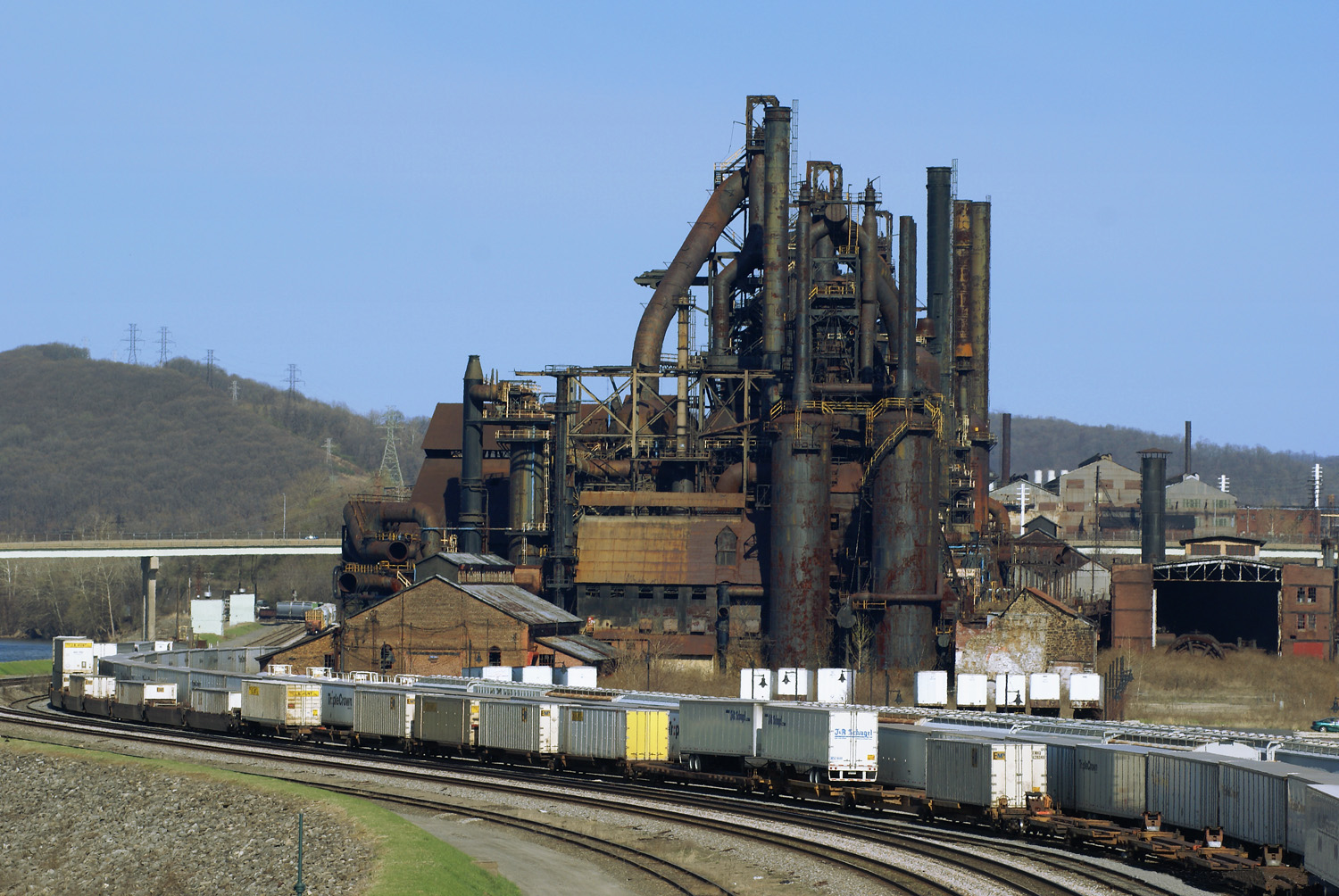
Bethlehem Steel fabriek in Bethlehem kort voor de afbraak in 2007

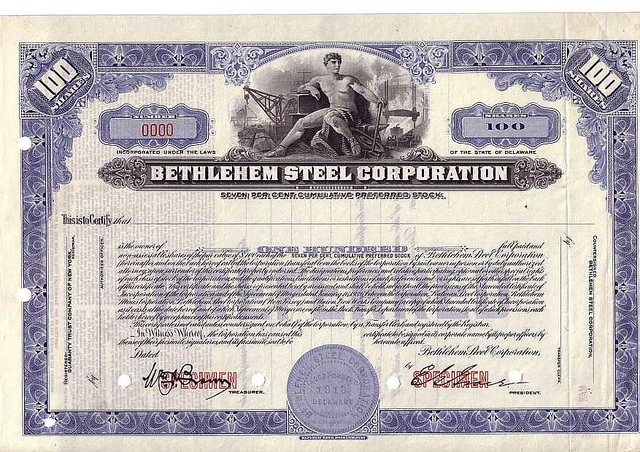
Aandeel van Bethlehem Steel, 1936

De Bethlehem Steel Corporation (1857-2003), uit Bethlehem, Pennsylvania, was eens de op een na grootste staalproducent in de Verenigde Staten, na U.S. Steel. Na een afname van de staalindustrie en managementproblemen die leidden tot het bankroet van het bedrijf in 2001 werd het bedrijf ontmanteld en de overige bezittingen verkocht aan de International Steel Group in 2003. In 2005 fuseerde ISG met Mittal Steel waarmee het Amerikaanse bezit van Bethlehem Steel ten einde kwam.
Bethlehem Steel was ook een van de grootste scheepsbouwers in de wereld en een van de sterkste symbolen van Amerikaans industrieel leiderschap. De ondergang van Bethlehem Steel is vaak geciteerd als een van de belangrijkste voorbeelden van de Amerikaanse economie die afweek van industriële productie en onmogelijkheid om te concurreren met goedkope buitenlandse arbeid. 

## Geschiedenis

### Oprichting
De wortels van het bedrijf gaan terug tot 1857 toen de Saucona Iron Company werd opgericht door Augustus Wolle. De Paniek van 1857, een nationale financiële crisis, stopte verdere oprichting en constructie van de fabriek. Uiteindelijk werd het afgebouwd, en werd de fabriek verplaatst naar South Bethlehem en de naam van het bedrijf werd gewijzigd in The Bethlehem Rolling Mill and Iron Company. Op 14 juni 1860 verkoos de raad van directeurs Alfred Hunt tot president directeur. Op 1 mei 1861 werd de naam wederom veranderd, in The Bethlehem Iron Company. De bouw van de eerste hoogoven begon op 1 juli 1861 en kwam in bedrijf op 4 januari 1863. De eerste staalwals werd gebouwd tussen de lente van 1861 en de zomer van 1863 waarbij de eerste treinrails werd gerold op 26 september. Een metaalbewerker werd gebouwd in 1865 en nog een hoogoven in 1867. Gedurende de eerste jaren maakte het bedrijf vooral rails voor de snel groeiende spoorwegen en pantserplaten voor de US Navy. 
In 1899 nam het bedrijf de naam Bethlehem Steel Company aan. In 1904 vormden Charles M. Schwab en Joseph Wharton de Bethlehem Steel Corporation, met Schwab als eerste directeur. 
De Bethlehem Steel Corporation steeg tot grote hoogte binnen de Amerikaanse industrie, met revolutionaire staalbewerkingsapparatuur en het produceren van grote stalen balken met grote flensen. Deze waren grotendeels verantwoordelijk voor de bouw van de wolkenkrabbers waarmee Bethlehem Steel op de kaart kwam als de leidende leverancier van staal aan de constructie industrie. 
Begin 1900 breidde het bedrijf uit van staal, met ijzermijnen in Cuba en scheepswerven rondom de wereld. In 1913 kocht het Fore River Shipbuilding Company uit Quincy, Massachusetts waarbij het een van de grootste scheepsbouwers van de wereld werd. In 1917 voegde ze haar scheepsbouwactiviteiten samen binnen een dochteronderneming, Bethlehem Shipbuilding Corporation, ook bekend als BethShip. In 1922 kocht het de Lackawanna Steel Company, waartoe ook de Delaware, Lackawanna and Western Railroad behoorde evenals uitgebreide kolengerelateerde bedrijven.

### Jaren 1890
Hoewel het bedrijf bleef groeien gedurende de jaren 1880, nam haar aandeel in de spoorwereld behoorlijk af door groeiende concurrentie van bedrijven in Pittsburgh zoals de Carnegie Steel Company. De beslissing van het land om de US Navy te herbouwen met stoomaangedreven oorlogsschepen met een stalen romp herstructureerde Bethlehem Iron Company.
Een van 's werelds sterkste en meest innovatieve maritieme strijdkrachten tijdens de Amerikaanse Burgeroorlog, kromp de Navy kort na de oorlog, doordat de nationale middelen werden aangewend om het Westen op te bouwen en om het Zuiden opnieuw op te bouwen. Er werd vrijwel geen nieuwe munitie gemaakt en vrijwel alle nieuwe technologie werd genegeerd. Tegen 1881 brachten internationale incidenten de slechte conditie van de US Navy aan het licht en de behoefte om het te herbouwen om de VS te beschermen.
In 1883 stelden Secretary of the Navy William E. Chandler en de Secretary of the Army Robert Todd Lincoln Lt. William Jaques aan bij de Gun Foundry Board. Jaqcues werd op verschillende missies gestuurd langs Europese wapenfabrikanten. Op een van deze reizen vormde hij een handelsband met de firma van Joseph Whitworth uit Manchester, Engeland. Hij keerde terug naar Amerika als Whitworths agent en, in 1885, kreeg hij verlof om zijn eigen interesses te vervolgen. Deze activiteit markeerde het begin van wat zo'n 75 jaar later het militair-industrieel complex genoemd zou worden.
Jaques wist dat de US Navy snel een aanbesteding zou doen voor de productie van zware kanonnen en andere producten zoals pantser, wat nodig was om de vloot verder uit te breiden. jaques nam contact op met de Bethlehem Iron Company met een voorstel om als intermediair te dienen tussen hen en de Whitworth Company, zodat Bethlehem een fabriek kon bouwen om munitie te produceren. In 1885 ontmoette John Fritz Jaqcues in Philadephia. Begin 1886 werd een contract getekend tussen Behtlehem Iron en de Whitworth Company. 
In de lente van 1886 werd er een wet door het Amerikaanse Congres aangenomen om twee gepantserde tweedeklas slagschepen te bouwen, een gepantserde kruiser, een eersteklas torpedoboot en de complete verbouwing en modernisering van twee Burgeroorlog monitors. De twee tweedeklasse slagschepen (de USS Texas en USS Maine) hadden beide grootkaliber kanonnen en zware bepantsering. Bethlehem haalde zowel de pantser als de smeedcontracten binnen op 28 juni 1887.
Tussen 1888 en 1892 bouwde de Bethlehem Iron Company de eerste zware smeedfabriek in Amerika. Het werd ontworpen door John Fritz met de hulp van Russell Wheeler Davenport, welke in 1888 in dienst was gekomen. In de herfst van 1890 leverde Bethlehem de kanonnen aan de US Navy en had het bijna haar faciliteiten klaar voor de productie van de pantserplaten.

### 1930-1940
Tijdens de Eerste Wereldoorlog en de Tweede Wereldoorlog was Bethlehem Steel een belangrijke leverancier van pantserplaten en munitie aan de Amerikaanse strijdkrachten, waaronder pantsering en grootkaliber kanonnen aan de United States Navy. 
Tijdens de Tweede Wereldoorlog werd 70% van vliegtuigcilinders, een kwart van de pantserplaten voor de schepen en een derde van de grote kanonnen voor de strijdkrachten bij Bethlehem gebouwd. Bethlehem Shipbuilding Corporations 15 scheepswerven produceerden in totaal 1121 schepen, meer dan elke andere scheepsbouwer tijdens de oorlog en bijna een vijfde van de Amerikaanse vloot. Het had 180.000 mensen in dienst, het merendeel van de 300.000 werknemers over het gehele bedrijf.
Eugene Grace stroomlijnde Bethlehem Steels zaken tijdens de oorlog. In 1943 beloofde hij President Roosevelt een schip per dag, wat er uiteindelijk 15 werden. 

### 1950-1960
Toen de vredestijd aanbrak, ging de fabriek door met het leveren van een breed assortiment van structurele vormen voor de bouw en gesmede producten voor defensie, energieopwekking en staalproducerende bedrijven. 
Van 1949 tot 1952 had Bethlehem Steel een contract met de overheid om brandstofstaven van uranium te maken voor kernreactoren in de fabriek in Lackawanna (New York), New York. Arbeiders waren niet op de hoogte van de gevaren de zware metalen die ze rolden en kregen geen stralingsdetectoren of beschermende pakken. In 2000 werd besloten dat slachtoffers tot US$ 150.000 konden krijgen. 
De Amerikaanse staalindustrie groeide gestaag tijdens en na de Oorlog, terwijl de staalindustrie in Duitsland en Japan in puinhopen lag door Geallieerde bombardementen. Bethlehems hoogtepunt kwam eind jaren 1950, toen het bedrijf 23 miljoen ton staal per jaar produceerde. In 1958 was de directeur de hoogstbetaalde bedrijfsdirecteur van de VS. Het bedrijf bouwde toen haar grootste fabriek in Burns Harbor, Indiana, tussen 1962 en 1964. 

### 1970-1990
Het Amerikaanse voordeel duurde zo'n twintig jaar, gedurende welke de Amerikaanse staalindustrie weinig buitenlandse competitie had. Maar uiteindelijke werden de buitenlandse bedrijven herbouwd met modernere technieken, terwijl de Amerikaanse bedrijven niet investeerden in nieuwe technieken. Ondertussen kregen de Amerikaanse staalwerkers meer loon. Tegen de jaren zeventig was geïmporteerd staal goedkoper dan Amerikaans staal.
In 1982 rapporteerde Bethlehem een verlies van US$1,5 miljard en sloot vele van haar bedrijfsonderdelen. In 1988 werd nog even kort winst gemaakt, maar herstructurering en sluiting van fabrieken ging door gedurende de jaren negentig.
Midden jaren 80 werden de orders voor de standaard structurele producten minder en kwam er meer concurrentie. Lichtere constructiemethoden hadden niet meer de zware stalen constructies nodig die Bethlehem zo goed kon maken.
In 1991 stopte Bethlehem Steel met het mijnen van kolen. Eind 1995 stopte het met staal maken in de hoofdfabriek in Bethlehem. Na 140 jaar metaalproductie stopte Bethlehem Steel met haar activiteiten in Bethlehem, Pennsylvania.
Bethlehem Steel stopte met de spoorwagenbouw in 1993 en stopte scheepsbouwactiviteiten in 1997 in een poging om haar staalactiviteiten te behouden. 

## Sluiting en bankroet
Ondanks de sluiting van de lokale operatie, probeerde Bethlehem Steel de gevolgen voor de Lehigh Valley beperkt te houden met plannen om de zuidzijde van Bethlehem te revitaliseren. Ze huurden consultants om plannen te ontwikkelen om alle eigendommen te hergebruiken. De consensus was om het 660.000 m² grote gebied te hernoemen tot Bethlehem Works en om het land te gebruiken voor cultuur, recreatie, onderwijs, entertainment en retail ontwikkeling. Het National Museum of Industrial History, in samenwerking met de Smithsonian Institution en de Bethlehem Commerce Center, zou op het terrein gebouwd moeten gaan worden, samen met een casino en entertainment. 
In 2001 werd Bethlehem Steel failliet verklaard. In 2003 werden de resten, inclusief zes gigantische fabrieken, overgenomen door de International Steel Group (ISG). In 2005 fuseerde ISG met Mittal Steel waarmee het Amerikaanse bezit over de bezittingen van Bethlehem Steel ten einde kwam.
In 2007 werden de Bethlehem eigendommen in Bethlehem (Pennsylvania) verkocht aan Sands BethWorks en plannen om een casino te bouwen waar eerst de fabriek stond werden gemaakt. De bouw begon in de herfst van 2007, waarbij het casino eind 2009 klaar moet zijn. Ironisch genoeg had het casino moeite met het vinden van constructiestaal, door het wereldwijde staaltekort. 

## Belangrijke projecten

### Amerikaanse bezienswaardigheden
Eugene Grace was de president van Bethlehem Steel van 1916 tot 1945, en voorzitter van de Raad van 1945 tot zijn pensioen in 1957. Tijdens Graces leiding bouwde het bedrijf staal voor veel van de belangrijkste bezienswaardigheden in het land:
- Bruggen
  - George Washington Bridge
  - Golden Gate Bridge
- Gebouwen
  - Chrysler Building
  - Empire State Building
  - Madison Square Garden
  - Merchandise Mart
  - Rockefeller Center
- Dammen
  - Bonnevilledam
  - Grand Couleedam
  - Hooverdam
- Spoorlijnen
  - San Francisco Municipal Railway

### Scheepswerven
Zie ook Bethlehem Shipbuilding Corporation
- Fore River Shipyard - Massachusetts
- Bethlehem Sparrows Point Shipyard in Sparrows Point, Maryland (nu Barletta industries Sparrows Point Shipyard and Industrial Complex)
- Alameda Shipyard - California
- Pier 70 in San Francisco (nu BAE Systems San Francisco Ship Repair)

### Goederenwagons
Van 1923 tot 1991 was Bethlehem Steel een van 's werelds grootste producenten van goederenwagons door hun aankoop van de Midvale Steel and Ordinance Company, wiens spoordivisie in Johnstown (Pennsylvania) was.